# John Kemeny
John George Kemeny, węg. Kemény János (ur. 31 maja 1926, zm. 26 grudnia 1992) – amerykański naukowiec węgierskiego pochodzenia, absolwent Princeton, najbardziej znany jako współtwórca (razem z Thomasem Eugenem Kurtzem) języka programowania BASIC (1964).
Wieloletni (1970–1981) prezes Dartmouth College, który był jednym z pionierów stosowania metod komputerowych w edukacji i promotorem istotnych zmian w systemach edukacyjnych. Kemeny był również przewodniczącym komisji prezydenckiej, która w 1979 r. badała wypadek w elektrowni atomowej Three Mile Island.